# Grèges
Grèges és un municipi francès situat al departament del Sena Marítim i a la regió de Normandia. L'any 2007 tenia 774 habitants.

## Demografia

### Població
El 2007 la població de fet de Grèges era de 774 persones. Hi havia 263 famílies de les quals 36 eren unipersonals (16 homes vivint sols i 20 dones vivint soles), 90 parelles sense fills, 129 parelles amb fills i 8 famílies monoparentals amb fills.
La població ha evolucionat segons el següent gràfic:
Habitants censats

### Habitatges
El 2007 hi havia 284 habitatges, 274 eren l'habitatge principal de la família, 4 eren segones residències i 6 estaven desocupats. 270 eren cases i 13 eren apartaments. Dels 274 habitatges principals, 216 estaven ocupats pels seus propietaris, 51 estaven llogats i ocupats pels llogaters i 7 estaven cedits a títol gratuït; 8 tenien dues cambres, 38 en tenien tres, 79 en tenien quatre i 149 en tenien cinc o més. 218 habitatges disposaven pel capbaix d'una plaça de pàrquing. A 110 habitatges hi havia un automòbil i a 151 n'hi havia dos o més.

### Piràmide de població
La piràmide de població per edats i sexe el 2009 era:
| Homes | Edats   | Dones |
| ----- | ------- | ----- |
| 0     | 95 o +  | 0     |
| 0     | 90 a 94 | 0     |
| 4     | 85 a 89 | 0     |
| 0     | 80 a 84 | 4     |
| 4     | 75 a 79 | 4     |
| 4     | 70 a 74 | 4     |
| 12    | 65 a 69 | 4     |
| 28    | 60 a 64 | 28    |
| 20    | 55 a 59 | 24    |
| 12    | 50 a 54 | 16    |
| 44    | 45 a 49 | 36    |
| 32    | 40 a 44 | 32    |
| 32    | 35 a 39 | 32    |
| 36    | 30 a 34 | 32    |
| 12    | 25 a 29 | 8     |
| 32    | 20 a 24 | 12    |
| 20    | 15 a 19 | 16    |
| 20    | 10 a 14 | 36    |
| 36    | 5 a 9   | 36    |
| 16    | 0 a 4   | 32    |

## Economia
El 2007 la població en edat de treballar era de 531 persones, 378 eren actives i 153 eren inactives. De les 378 persones actives 345 estaven ocupades (198 homes i 147 dones) i 34 estaven aturades (12 homes i 22 dones). De les 153 persones inactives 53 estaven jubilades, 45 estaven estudiant i 55 estaven classificades com a «altres inactius».

### Ingressos
El 2009 a Grèges hi havia 278 unitats fiscals que integraven 747,5 persones, la mediana anual d'ingressos fiscals per persona era de 18.267 €.

### Activitats econòmiques
Dels 20 establiments que hi havia el 2007, 1 era d'una empresa de fabricació d'altres productes industrials, 9 d'empreses de construcció, 2 d'empreses de comerç i reparació d'automòbils, 1 d'una empresa d'hostatgeria i restauració, 2 d'empreses immobiliàries, 2 d'empreses de serveis, 1 d'una entitat de l'administració pública i 2 d'empreses classificades com a «altres activitats de serveis».
Dels 10 establiments de servei als particulars que hi havia el 2009, 3 eren paletes, 3 fusteries, 3 electricistes i 1 agència immobiliària.
L'any 2000 a Grèges hi havia 10 explotacions agrícoles que ocupaven un total de 396 hectàrees.

## Equipaments sanitaris i escolars
El 2009 hi havia una escola elemental.

## Poblacions més properes
El següent diagrama mostra les poblacions més properes.